# Barbara La Marr

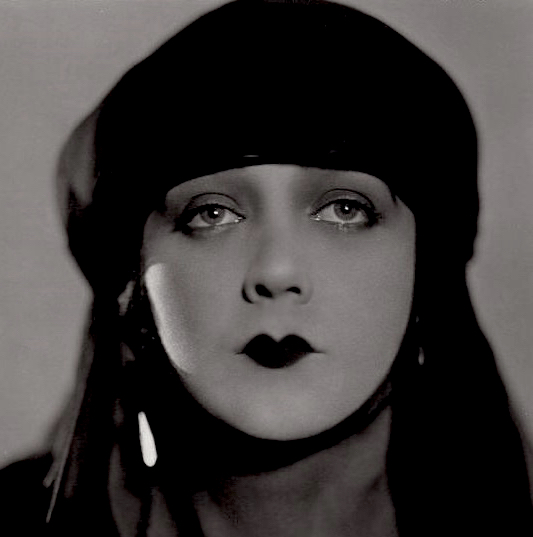
Retrat del 1923

Barbara La Marr   (Yakima, 28 de juliol de 1896 - Altadena, 30 de gener de 1926) va ser una actriu i guionista de cinema estatunidenca que va aparèixer en vint-i-set pel·lícules durant la seva carrera entre 1920 i 1926. La Marr també va ser destacada pels mitjans de comunicació per la seva bellesa, anomenada "la noia massa bella", així com per la seva tumultuosa vida personal.

## Biografia

### Primers anys
Reatha Watson (nom real de Barbara La Marr), va néixer a Yakima, Washington, filla de William Wallace, un editor de diaris, i Rosa May Contner. Amb la familia ja vivien tres fills: William (nascut el 1886 i que esdevindria un comediant de vodevil amb el nom artístic de "Billy Devore") i Henry (nascut el 1878) i Violet (nascuda el 1881), aquests dos darrers fills d'un matrimoni previ de la mare. La família Watson va viure a diferents llocs durant la infància de La Marr, com Oregon, Tacoma, Los Angeles i Burbank. Amb 16 anys, durant el gener de 1913, va denunciar la seva germanastra d’haver-la segrestat juntament amb un home anomenat C.C. Boxley, però finalment el cas va ser sobresegut. El novembre de 1914 va tornar d'Arizona i va declarar que s'havia casat a Mèxic i posteriorment enviduat d'un ranxer anomenat Jack Lytell. Poc després es casaria amb l’advocat Lawrence Converse el qual seria detingut l’endemà per bigàmia. Moriria dos dies després a la presó a causa d’un coàgul al cervell producte dels cops que es donà contra la paret. Posteriorment, el 1916, La Marr es casaria amb Philip Ainsworth de qui es divorciaria dos anys més tard i poc després es tornaria a casar, ara amb l’actor de vodevil Ben Deeley.

### Carrera cinematogràfica
La Marr va trobar feina com a guionista de la Fox Film Corporation amb el nom de Folly Lyell. Va escriure nombrosos guions per a curtmetratges per a la Fox i la United Artists, molts dels quals es basaven en la seva vida. Combina aquesta feina amb la de ballarina i algunes biografies suggereixen que va exercir la prostitució. A partir de 1920, ja apareix com una dels guionistes en diferents llargmetratges com “The Mother of His Children”, “The Rose of Nome”, “Flame of Youth”, “The Little Grey Mouse” i “The Land of Jazz” (totes estrenades el 1920).
Mentre treballava a l'edifici dels escriptors de la United Artists, La Marr va ser abordada per Mary Pickford que li va dir: "Estimada, ets massa bonica per estar darrere d'una càmera." Convençuda, La Marr retorna a Los Angeles com a actriu de repartiment. El seu debut vingué de la mà de Louis B. Mayer que li donà un paper a “Harriet and the Piper” (1920). De totes maneres fins que participà a “The Nut” (1921), on interpretava una femme fatale, combinà les seves facetes d’escriptora i intèrpret. Més tard el mateix any, va ser seleccionada per interpretar el paper de Milady de Winter a “The Three Musketeers” (1921). Per tal de publicitar-la, la productora li ha canviat el nom a Barbara La Marr i es diu que és filla d’un comte italià descendent de Napoleó.
En els propers anys comença a ser anomenada "la noia massa bella" i participa en pel·lícules com “The Prisoner of Zenda” (1922) “Trifling Women” (1922), “The Brass Bottle” (1923) o “St. Elmo” (1923).

### decadència i mort
La seva carrera cinematogràfica estava en auge i La Marr va abraçar la trepidant vida nocturna de Hollywood. En una entrevista indicava que no dormia més de dues hores a la nit. El 1923 es divorcià de Deeley, de qui s'havia separat durant el rodatge de “The Three Musketeers”, per casar-se poc després amb l’actor Jack Dougherty. El matrimoni va ser tumultuós i es van publicar a la premsa múltiples separacions de la parella. L’any anterior havia tingut un fill fora del matrimoni que mantingué en secret en un orfenat.

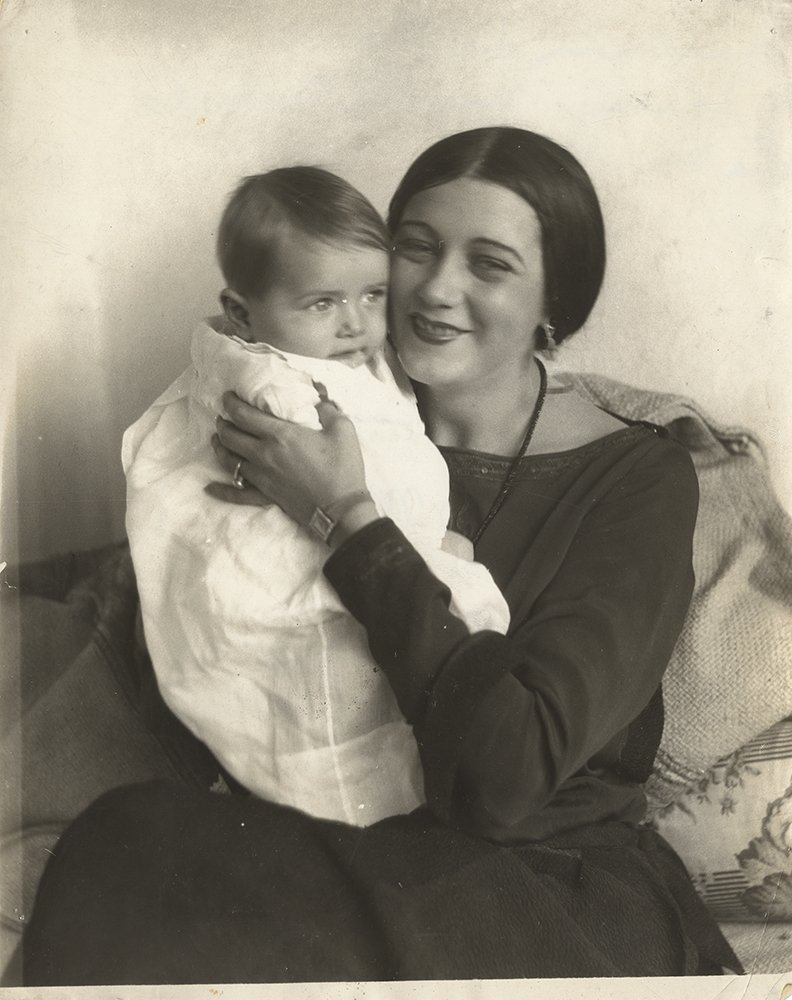
L'actriu amb el seu fill

El 1924, l’addicció a l’alcohol i possiblement també a les drogues quasi li impedien treballar en condicions. Aquell mateix any participà en el drama “Sandra” de la First National Pictures, que fou publicitada sobretot amb el seu nom. La Marr era coguionista de la pel·lícula, que es centrava en una dona que patia un trastorn de doble personalitat. La pel·lícula va rebre crítiques molt negatives. Encara participà en tres pel·lícules: “The Heart of a Siren” (1925) “The White Monkey” (1925) i “The Girl from Montmartre” (1926), l’única que tingué èxit. Mentre rodava aquesta última, La Marr es va esfondrar al plató i l'estudi va haver d’acabar la producció sense ella usant una doble i filmant en plans llargs. Fou traslladada a casa dels seus pares a Altadena, Califòrnia, El 30 de gener de 1926 va morir de complicacions associades a la tuberculosi (moltes morts associades a les addiccions es maquillaven sota aquesta causa(REF7)) i la nefritis. Pel que fa al seu fill, durant el rodatge de “Souls for Sale” (1923) La Marr havia fet gran amistat amb ZaSu Pitts que tenia un fill de la mateixa edat aproximadament. En morir La Marr, ZaSu i el seu marit adoptaren el fill d'aquesta i li canviaren el nom pel de Donald Michael Gallery.

## Filmografia
- Harriet and the Piper (1920)
- Flame of Youth (1920)
- The Nut (1921)
- Desperate Trails (1921)
- Els tres mosqueters (The Three Musketeers) (1921)
- Cinderella of the Hills (1921)
- Arabian Love (1922)
- Domestic Relations (1922)
- The Prisoner of Zenda (1922)
- Trifling Women (1922)
- Quincy Adams Sawyer (1922)
- The Hero (1923)
- The Brass Bottle (1923)
- Poor Men's Wives (1923)
- Souls for Sale (1923)
- Strangers of the Night (1923)
- St. Elmo (1923)
- The Eternal Struggle (1923)
- The Eternal City (1923)
- Thy Name Is Woman (1924)
- The Shooting of Dan McGrew (1924)
- The White Moth (1924)
- Sandra (1924)
- The Heart of a Siren (1925)
- The White Monkey (1925)
- The Girl from Montmartre (1926)
- Mary of the Movies (1927)